# 青木健 (詩人)
青木 健（あおき けん / たけし、1944年9月21日 - 2019年12月）は、日本の詩人、作家、文芸評論家、編集者。

## 人物・経歴
朝鮮京城生まれ、岐阜県育ち。岐阜県立岐阜高等学校を経て、名古屋大学法学部卒業。河出書房に入社し、小島信夫や大岡昇平などを担当する。1984年、「星からの風」で第16回新潮新人賞受賞。愛知淑徳大学非常勤講師、中原中也の会理事、小島信夫文学賞選考委員。
『季刊文科』80号（鳥影社、2020年3月）で追悼小特集が組まれた。

## 著書
- 『内なる中原中也』 麦書房、1972年
- 『振動尺』 書肆山田、1983年
- 『頑是ない歌 内なる中原中也』 福武書店、1987年
- 『年表作家読本 中原中也』（編著） 河出書房新社、1993年、新装版2017年
- 『剥製の詩学 富永太郎再見』 小沢書店、1996年
- 『中原中也-盲目の秋』 河出書房新社、2003年
- 『中原中也-永訣の秋』 河出書房新社、2004年
- 『幕末漂流 日米開国秘話』 河出書房新社、2004年
- 『朝の波』 鳥影社〈季刊文科コレクション〉、2007年
- 『中原中也再見 もう一つの銀河』 角川学芸出版、2007年
- 『星からの風』 鳥影社〈季刊文科コレクション〉、2010年
- 『江戸尾張文人交流録 芭蕉・宣長・馬琴・北斎・一九』 ゆまに書房、2011年
- 『内なる中原中也』鳥影社〈季刊文科コレクション〉、2013年
- 『小島信夫の文法』 水声社、2017年

## 参考
- 中原中也―盲目の秋 - 紀伊国屋書店BookWeb